# 12-Stunden-Rennen von Sebring 1985

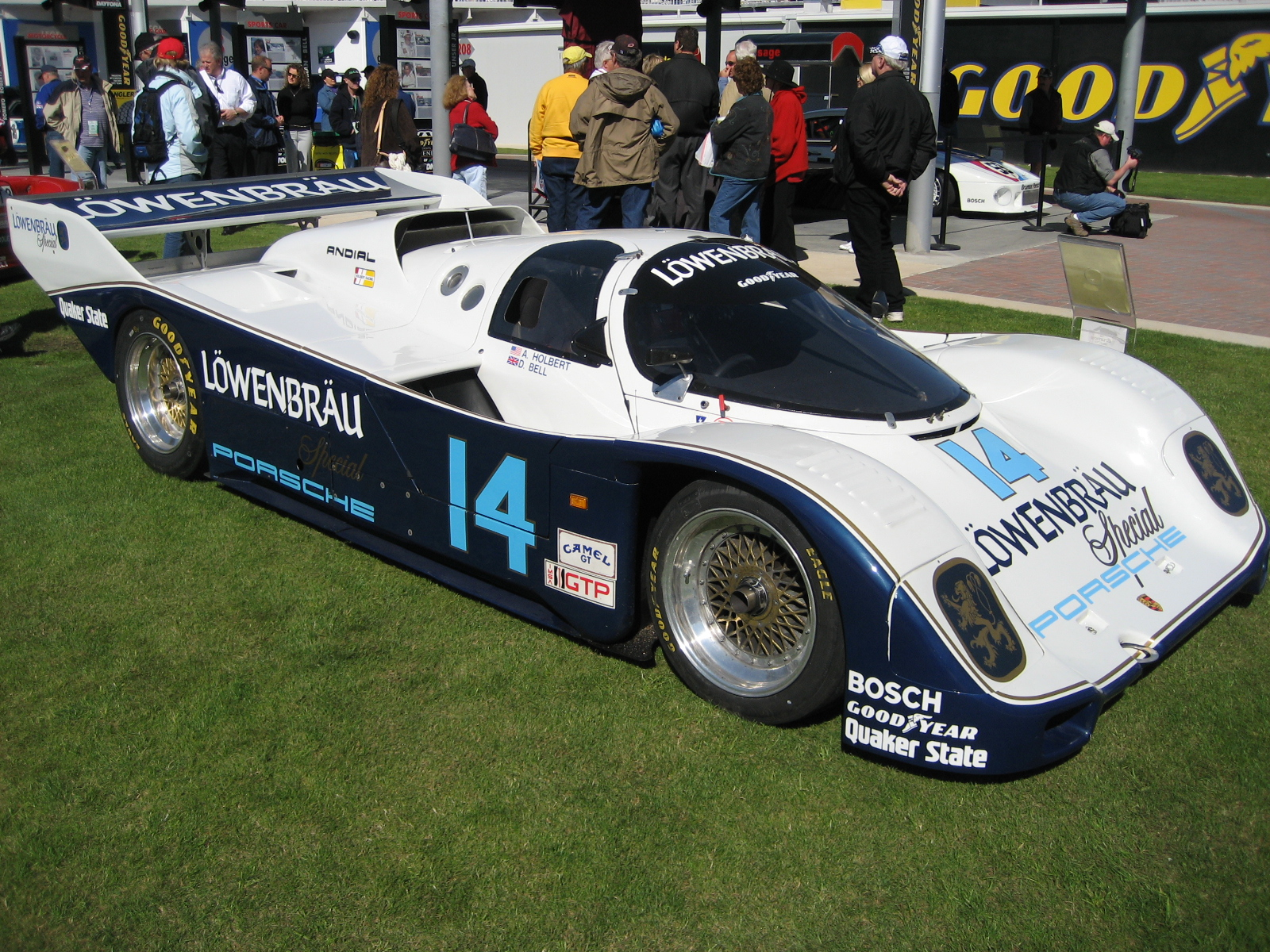
Der Porsche 962 mit der Startnummer 14; Al Holbert, Derek Bell und Al Unser junior erreichten mit diesem Wagen den zweiten Gesamtrang

Das 33. 12-Stunden-Rennen von Sebring, auch 33rd Running of Coca Cola Classic 12 Hours of Sebring, Sebring International Raceway, fand am 23. März 1985 auf dem Sebring International Raceway statt und war der dritte Wertungslauf der IMSA-GTP-Serie dieses Jahres.

## Das Rennen
Wie in den Jahren davor begann die IMSA-GTP-Serie mit dem 24-Stunden-Rennen von Daytona. Die Ausgabe 1985 dieses 24-Stunden-Rennens gewannen A. J. Foyt, Bob Wollek, Al Unser und Thierry Boutsen auf einem Porsche 962. Beim zweiten Saisonrennen, dem 3-Stunden-Rennen von Miami, siegten Al Holbert und Derek Bell, die ebenfalls einen Porsche 962 pilotierten.
Der 962, ein Rennwagentyp des deutschen Sportwagenherstellers Porsche, gab 1985 sein Sebring-Debüt. Der Porsche 956 entsprach in zwei Punkten nicht den amerikanischen Regeln. Die IMSA forderte aus Sicherheitsgründen, nicht zuletzt wegen schwerer Beinverletzungen in der damaligen Formel 1, dass Pedale hinter der Vorderachse angebracht werden, was Porsche durch Vorverlegung der Vorderachse und somit längerem Radstand erfüllte. Auch wurde das Aluminium-Monocoque durch einen Überrollkäfig aus Stahl verstärkt. Zudem mussten zur Kostenbegrenzung der wassergekühlte Biturbo-Motor des 956 durch die aus den altbewährten Porsche 935 stammenden luftgekühlten Motoren mit Einzel-Turbolader ersetzt werden; dafür galt jedoch keine Verbrauchsbeschränkung wie in der Sportwagen-Weltmeisterschaft für die Gruppe C.
Die schnellste Trainingszeit erzielte Hans-Joachim Stuck, der auf einem Porsche 962 den Kurs in 2:12,975 Minuten umrundete. Mit einer Durchschnittsgeschwindigkeit von 211,748 km/h war dies die bisher schnellste Runde beim 12-Stunden-Rennen. Das Rennen wurde durch einen schweren Unfall von Jim Busby nach neun Rennstunden entschieden. Busby, der sich das Cockpit eines 962 mit John Morton und Jochen Mass teilte, verlor die Herrschaft über den Wagen, als er über groben Reifenabrieb fuhr. Beim Aufprall in eine Barriere verletzte er sich schwer. Das Trio hatte nach drei Stunden die Spitze übernommen und lag sechs Stunden in Folge in Führung. Nach dem Unfall übernahmen A. J. Foyt und Bob Wollek die erste Position und gaben sie bis zum Ende nicht mehr ab.

## Ergebnisse

### Schlussklassement
| 1                  | GTP    | 8  | Preston Henn                   | A. J. Foyt Bob Wollek                                 | Porsche 962             | 281 |
| 2                  | GTP    | 14 | Holbert Racing                 | Al Holbert Derek Bell Al Unser junior                 | Porsche 962             | 277 |
| 3                  | GTP    | 68 | Busby Racing                   | Dieter Quester Pete Halsmer Rick Knoop                | Porsche 962             | 268 |
| 4                  | GTP    | 44 | Group 44                       | Chip Robinson Bob Tullius                             | Jaguar XJR-5            | 259 |
| 5                  | Lights | 63 | Jim Downing                    | Jim Downing John Maffucci                             | Argo JM16B              | 253 |
| 6                  | GTO    | 65 | Team Roush Protofab            | Wally Dallenbach jr. John Jones                       | Ford Mustang            | 251 |
| 7                  | GTP    | 2  | Leon Bros. Racing              | Al Leon Art Leon Skeeter McKitterick                  | March 85G               | 250 |
| 8                  | GTP    | 11 | Kendall Racing                 | Chuck Kendall John Hotchkis Robert Kirby              | Porsche 935K3/80        | 240 |
| 9                  | GTO    | 90 | Road Circuit Technology        | Les Delano Andy Petery Patty Moise                    | Pontiac Firebird        | 239 |
| 10                 | GTO    | 09 | 901 Shop                       | Peter Uria Mike Schaefer Larry Figaro Jack Refenning  | Porsche Carrera RSR     | 237 |
| 11                 | GTO    | 61 | Team USA Racing                | Don Courtney Brent O’Neill Mike Hackney               | Chevrolet Monza         | 231 |
| 12                 | GTO    | 89 | Latino Racing                  | Enrique Molins Kikos Fonseca Alfredo Mena             | Porsche 934             | 219 |
| 13                 | Lights | 37 | Burdsall – Welter Racing       | Tom Burdsall Peter Welter Nick Nicholson              | Tiga GT284              | 216 |
| 14                 | GTU    | 56 | SP Racing                      | Gary Auberlen Peter Jauker Adrian Gang Cary Eisenlohr | Porsche 911             | 209 |
| 15                 | Lights | 93 | Mid-O Rusty Jones              | Kelly Marsh Ron Pawley Don Marsh                      | Argo JM16               | 205 |
| 16                 | GTP    | 31 | Goral Racing                   | Paul Goral Rick Wilson                                | Porsche 935             | 204 |
| 17                 | GTU    | 00 | Tommy Kendall                  | Tommy Kendall Bart Kendall Max Jones                  | Mazda RX-7              | 202 |
| 18                 | Lights | 34 | O’Brien – van Steenburg Racing | Larry O’Brien Mike Van Steenburg                      | Mazda OVS-1             | 184 |
| 19                 | GTO    | 98 | Bob’s Speed Products           | Bob Lee Bill Julian Jeff Hudlett                      | Buick Skyhawk           | 182 |
| 20                 | GTP    | 20 | Spirit of Cleveland            | Richard Silver Don Herman Freddy Baker                | Porsche 935 JLP-2       | 182 |
| 21                 | GTU    | 35 | Team Dallas                    | Jack Griffin Bobby Hefner Skip Winfree                | Porsche Carrera RSR     | 178 |
| 22                 | GTU    | 36 | Case Racing                    | Ron Case Dave Panaccione                              | Porsche 911             | 165 |
| 23                 | GTO    | 83 | K & P Racing                   | Karl Keck William Wessel Mark Montgomery              | Chevrolet Corvette      | 158 |
| 24                 | GTU    | 02 | RNGC Racing                    | Roy Newsome Bill McVey Dale Kreider                   | Mazda RX-7              | 148 |
| 25                 | GTO    | 85 | Don Nooe                       | Don Nooe Jim Stricklin Tim Stringfellow               | Chevrolet Corvette      | 118 |
| 26                 | GTU    | 54 | Zwiren Racing                  | Steve Zwiren Mike Tearney Robert Peters               | Mazda RX-7              | 111 |
| 27                 | GTO    | 25 | Steve Roberts                  | William Boyer Steve Roberts John Barben               | Chevrolet Camaro        | 109 |
| Ausgefallen        |        |    |                                |                                                       |                         |     |
| 28                 | GTO    | 53 | Mandeville Auto Tech           | Danny Smith Tom Waugh                                 | Mazda RX-7              | 218 |
| 29                 | GTO    | 39 | R & H Racing                   | Rainer Brezinka John Centano Fritz Hochreuter         | Porsche Carrera RSR     | 202 |
| 30                 | GTO    | 58 | Coin Operated Racin            | Rick Borlase Michael Hammond Jim Torres               | Porsche 934             | 198 |
| 31                 | GTO    | 38 | Mandeville Auto Tech           | Roger Mandeville Logan Blackburn                      | Mazda RX-7              | 180 |
| 32                 | GTP    | 67 | Busby Racing                   | Jim Busby John Morton Jochen Mass                     | Porsche 962             | 175 |
| 33                 | GTP    | 15 | John Kalagian Racing           | John Kalagian John Lloyd Tom Grunnah                  | March 84G               | 170 |
| 34                 | GTP    | 43 | De Narváez Racing              | Mauricio de Narváez Dave Cowart Kenper Miller         | Porsche 935J            | 157 |
| 35                 | GTO    | 88 | Schaferacing                   | Craig Shafer George Shafer Joe Maloy                  | Chevrolet Camaro        | 145 |
| 36                 | GTO    | 55 | Dave Heinz Imports             | Dave Heinz Jim Trueman Jerry Thompson                 | Chevrolet Corvette      | 134 |
| 37                 | GTO    | 78 | Tokina Zoom Lenses             | John Higgins Chip Mead James King                     | Porsche Carrera RSR     | 128 |
| 38                 | GTP    | 7  | Henn’s Swap Shop Racing        | Bob Wollek Don Whittington Preston Henn               | Porsche 935L            | 121 |
| 39                 | GTU    | 42 | Mike Meyer Daffy               | Paul Lewis Scott Pruett Joe Varde                     | Mazda RX-7              | 117 |
| 40                 | GTO    | 81 | Ken Bupp                       | Ken Bupp Guy Church E. J. Generotti                   | Chevrolet Camaro        | 116 |
| 41                 | GTU    | 76 | Malibu Grand Prix              | Jack Baldwin Jeff Kline                               | Mazda RX-7              | 114 |
| 42                 | GTP    | 1  | Blue Thunder Racing Team       | Bill Whittington Randy Lanier                         | March 84G               | 114 |
| 43                 | GTO    | 45 | Pennzoil de P. R.              | Luis Gordillo Rolando Falgueras Manuel Villa          | Porsche Carrera RSR     | 111 |
| 44                 | GTP    | 01 | Charles Young                  | Don Bell Mike Brockman Tommy Riggins                  | Argo JM16B              | 105 |
| 45                 | GTO    | 22 | Walter Johnston                | Del Russo Taylor John Hayes-Harlow Arvid Albanese     | Pontiac Firebird        | 101 |
| 46                 | GTU    | 75 | Pettit Wholesale               | Cameron Worth Foko Gritzalis                          | Mazda RX-3              | 91  |
| 47                 | GTP    | 29 | DeAtley Racing                 | Darin Brassfield Arie Luyendyk Jerry Brassfield       | March 85G               | 90  |
| 48                 | GTO    | 51 | Mosler Racing                  | John McComb Rick Mancuso Fred Fiala                   | Ferrari 512BB/LM        | 88  |
| 49                 | GTP    | 05 | Robert Whitaker                | Robert Whitaker Ed Crosby Richard McDill              | Chevrolet Camaro        | 76  |
| 50                 | GTP    | 16 | Marty Hinze Racing             | Marty Hinze Milt Minter Art Yarosh                    | Porsche 935K3           | 70  |
| 51                 | GTP    | 26 | Toyota Village                 | Werner Frank Dave White Jerry Kendall                 | Porsche 935/80          | 68  |
| 52                 | GTU    | 17 | Al Bacon Racing                | Al Bacon Charles Guest Bobby Akin                     | Mazda RX-7              | 67  |
| 53                 | GTP    | 5  | Bob Akin Motor Racing          | Hans-Joachim Stuck Bob Akin Jim Mullen                | Porsche 962             | 66  |
| 54                 | GTU    | 79 | Whitehall Motorsports          | Elliott Forbes-Robinson Tom Winters Bob Bergstrom     | Porsche 924 Carrera GTR | 65  |
| 55                 | GTU    | 49 | Conrad Racing                  | Carlos Munoz Louis Lopez Herman Galeano               | Porsche 911             | 65  |
| 56                 | GTO    | 47 | Dingman Brothers Racing        | Walt Bohren Steve Millen Billy Dingman                | Pontiac Firebird        | 63  |
| 57                 | GTU    | 74 | Whitehall Promotions           | Austin Godsey Paul Gentilozzi Kent Hill               | Porsche 924 Carrera GTR | 59  |
| 58                 | GTO    | 21 | Gopher Motion                  | William Gelles Steve Cohen Don Walker                 | Ferrari 512BB/LM        | 54  |
| 59                 | GTU    | 71 | Team Highball                  | Amos Johnson Jack Dunham Dennis Shaw                  | Mazda RX-7              | 48  |
| 60                 | GTU    | 13 | Rubino Racing                  | Dennis Wagoner Ken Knott Frank Rubino                 | Mazda RX-7              | 46  |
| 61                 | GTO    | 69 | Wonzer Racing                  | John Hofstra Charles Slater Mick Robinson             | Porsche Carrera RSR     | 45  |
| 62                 | GTU    | 08 | Simms-Romano                   | Drake Olson Steve Potter Paul Romano                  | Mazda RX-7              | 44  |
| 63                 | GTP    | 95 | Van Every Racing               | Lance Van Every Ash Tisdelle Jack Refenning           | Porsche 935             | 42  |
| 64                 | GTU    | 60 | Tom Hunt                       | Tom Hunt James Shelton Dean Jameson                   | Mazda RX-3              | 40  |
| 65                 | GTP    | 3  | Pegasus Racing                 | John Paul junior Ken Madren Wayne Pickering           | March 84G               | 38  |
| 66                 | GTO    | 70 | Ormond Racing Associates       | Don Cummings Craig Rubright Greg Walker               | Chevrolet Corvette      | 37  |
| 67                 | GTP    | 04 | Group 44                       | Brian Redman Hurley Haywood                           | Jaguar XJR-5            | 36  |
| 68                 | GTO    | 50 | Monty Trainer’s Restaurant     | Buz McCall Pancho Carter Tom Sheehy                   | Chevrolet Camaro        | 34  |
| 69                 | GTP    | 4  | Lee Racing                     | Carson Baird Terry Labonte Billy Hagan                | Chevrolet Corvette GTP  | 27  |
| 70                 | GTO    | 92 | OMR Engines                    | Chris Gennone Hoyt Overbagh Fern Prego                | Chevrolet Camaro        | 27  |
| 71                 | GTP    | 12 | Gebhardt Motorsports           | George Schwarz Frank Jelinski Jan Thoelke             | Gebhardt JC843          | 22  |
| 72                 | GTO    | 66 | Habersin Camera Shop           | Rick Habersin Art Habersin                            | Chevrolet Camaro        | 22  |
| 73                 | GTO    | 48 | Gary Wonzer                    | Tom Cripe Gary Wonzer Bruce Dewey                     | Porsche 934             | 9   |
| 74                 | GTO    | 32 | KJJ Enterprises                | John Bossom Ken Hill Reagan Riley                     | Triumph TR8             | 1   |
| Nicht gestartet    |        |    |                                |                                                       |                         |     |
| 75                 | GTP    | 0  | Gary Wonzer                    | Gary Wonzer Del Russo Taylor                          | Chevron GTP             | 1   |
| 76                 | GTP    | 6  | Morgan Performance             | Charles Morgan Bill Alsup                             | Royale RP40             | 2   |
| 77                 | GTO    | 23 | Raul Garcia                    | Raul Garcia                                           | Pontiac Firebird        | 3   |
| 78                 | GTO    | 77 | Tortuga Racing                 | Carlos Munoz Joe Gonzalez                             | Chevrolet Camaro        | 4   |
| 79                 | GTU    | 87 | Mosler Racing                  | George Alderman Joe Hill Steve Alexander              | Ferrari 308 GTB         | 5   |
| Nicht qualifiziert |        |    |                                |                                                       |                         |     |
| 80                 | GTO    | 80 | Carlos Catter                  | Carlos Catter Hector Coco                             | Chevrolet Camaro        | 6   |

1 nicht gestartet
2 nicht gestartet
3 nicht gestartet
4 nicht gestartet
5 nicht gestartet
6 nicht qualifiziert

### Nur in der Meldeliste
Hier finden sich Teams, Fahrer und Fahrzeuge, die ursprünglich für das Rennen gemeldet waren, aber aus den unterschiedlichsten Gründen daran nicht teilnahmen.
| Pos. | Klasse | Nr. | Team                     | Fahrer                                            | Chassis          |
| ---- | ------ | --- | ------------------------ | ------------------------------------------------- | ---------------- |
| 81   | GTP    | 19  | Performance Motorcar     | Jack Miller Carlos Ramirez Bruce Redding          | Nimrod NRA/C2    |
| 82   | GTO    | 27  | Tokina                   | John Higgins Chip Mead James King                 | Porsche Carrera  |
| 83   | GTO    | 33  | Ricardo Londoño          | Ricardo Londoño Pedro Cardenas Alfredo Sesana     | Pontiac Firebird |
| 84   | GTO    | 46  | Dingman Brothers Racing  | Billy Dingman Walt Bohren                         | Pontiac Firebird |
| 85   | GTO    | 64  | Protofab                 | Wally Dallenbach Greg Pickett                     | Ford Mustang     |
| 86   | Lights | 72  | Fabcar                   | Tom Winters Bob Bergstrom Elliott Forbes-Robinson | Fabcar CL        |
| 87   | GTU    | 97  | Championship Motorsports | John Petrick Don Wallace                          | Mazda RX-7       |

### Klassensieger
| Klasse | Fahrer           | Fahrer        | Fahrer      | Fahrer         | Fahrzeug     | Platzierung im Gesamtklassement |
| ------ | ---------------- | ------------- | ----------- | -------------- | ------------ | ------------------------------- |
| GTP    | A. J. Foyt       | Bob Wollek    |             |                | Porsche 962  | Gesamtsieg                      |
| Lights | Jim Downing      | John Maffucci |             |                | Argo JM16B   | Rang 5                          |
| GTO    | Wally Dallenbach | John Jones    |             |                | Ford Mustang | Rang 6                          |
| GTU    | Gary Auberlen    | Peter Jauker  | Adrian Gang | Cary Eisenlohr | Porsche 911  | Rang 14                         |

### Renndaten
- Gemeldet: 87
- Gestartet: 74
- Gewertet: 27
- Rennklassen: 4
- Zuschauer: unbekannt
- Wetter am Renntag: sonnig, warm und trocken
- Streckenlänge: 7,821 km
- Fahrzeit des Siegerteams: 12:00:06,858 Stunden
- Gesamtrunden des Siegerteams: 281
- Gesamtdistanz des Siegerteams: 2197,817 km
- Siegerschnitt: 183,122 km/h
- Pole Position: Hans-Joachim Stuck – Porsche 962 (#5) – 2:12,975 – 211,748 km/h
- Schnellste Rennrunde: Al Holbert – Porsche 962 (#14) – 2:15,716 – 207,470 km/h
- Rennserie: 3. Lauf zur IMSA-GTP-Serie 1985